# Fedora Aberastury
Fedora Yankelevich de Aberastury (Santiago de Chile, Chile 30 de noviembre de 1914 - Buenos Aires, 10 de julio de 1985) pianista y pedagoga chileno-argentina creadora del Sistema Consciente para la Técnica del Movimiento.

## Biografía
Nacida Fedora Yankelevich el 30 de noviembre de 1914 en Santiago de Chile, de padres ucranianos, se trasladó de muy joven a Argentina. 
Casada con el diplomático Marcelo Aberastury (hermano del abogado Pedro Aberastury, y de los psicoanalistas Federico Aberastury y Arminda Aberastury), vivió en Nueva York en la década del 40-50. 
Allí trabajó con Edgar Varèse en composición y análisis musical. El bailarín Eric Hawkins (de la escuela de Martha Graham) la inició en antiguas técnicas orientales. 
Indagó en el mundo del teatro y con Erwin Piscator reflexionó sobre espacio e interpretación escénica. 
También accedió a las revolucionarias teorías de Wilhelm Reich.
Pianista, amiga y discípula de Claudio Arrau, quien señaría el rumbo de su vida, y luego de Rafael de Silva, descubrió una nueva concepción de la interpretación donde el cuerpo y el piano fue el sitio de investigación. 
A la muerte de su creadora, el sistema continúa desarrollándose a través de sus muchos discípulos no sólo en la Argentina, sino también en Brasil, España, Francia y Alemania.
Asimismo en academias musicales en Huelva, Barcelona, Basilea, Hartford, etc y con destacados intérpretes del ámbito artístico y musical.
Su única hija es la artista visual Gabriela Aberastury.